# تپه‌های شیشه‌گری
تپه‌های شیشه گری مربوط به دوران‌های تاریخی پس از اسلام است و در شهرستان استهبان ایج، ورودی شهر واقع شده و این اثر در تاریخ ۲۵ اسفند ۱۳۷۹ با شمارهٔ ثبت ۳۲۳۰ به‌عنوان یکی از آثار ملی ایران به ثبت رسیده است.